# 共青村 (克里米亚)

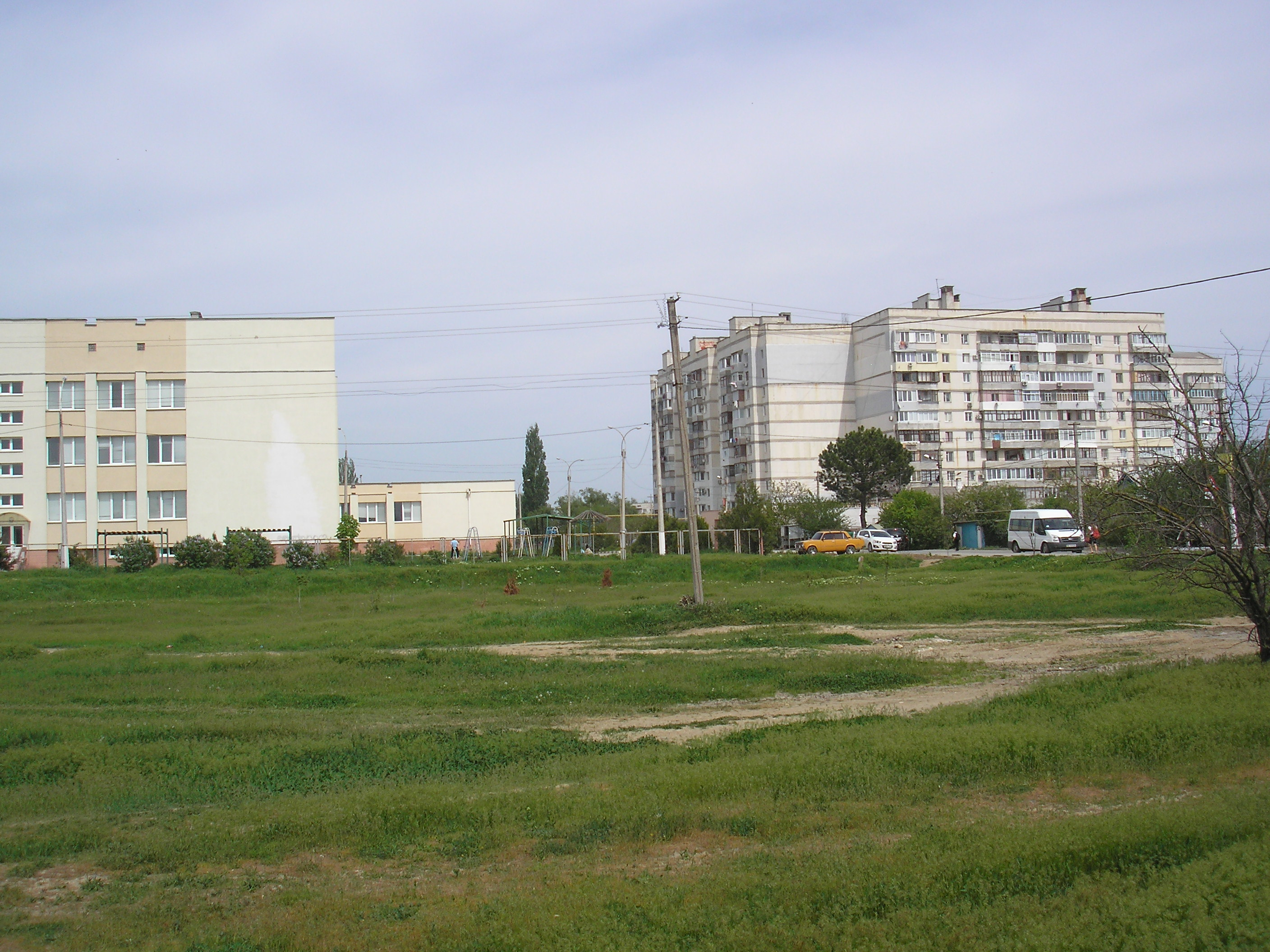
共青村

45°1′10″N 34°1′46″E / 45.01944°N 34.02944°E
共青村（烏克蘭語：Комсомольське），法理上是乌克兰克里米亚自治共和国辛菲罗波尔区的市级镇，但事实上是俄罗斯克里米亞共和國辛菲罗波尔市议会下辖的市级镇。該鎮處於薩爾吉爾河畔，始建於1956年，距離辛菲羅波爾8公里，2011年該市級鎮人口4,787。
自俄羅斯於2014年吞併克里米亞，該半島一直受俄烏雙方爭議。
2016年，烏克蘭進行大規模的去共化，因此此镇被改名为巴卡奇克-基亚特（烏克蘭語：Бакачик-Кият），改名的法律在2023年9月7日正式生效。但是由於此鎮至今仍未被烏克蘭政府控制，新名未受當地使用。